# Narjot de Toucy (mort en 1241)
Pour l’article homonyme, voir Narjot de Toucy.
Narjot III de Toucy († 1241), seigneur de Bazarnes, est un des régents de l'empire latin de Constantinople dans la première moitié du XIIIe siècle. Il est issu de la Maison de Toucy.

## Famille
Narjot de Toucy est le quatrième et dernier fils des cinq enfants de Narjot II († 1192), seigneur de Toucy, Bazarnes, Saint-Fargeau et Puisaye ; et de Agnès de Montréal. Il a pour frères et sœur :
- Ithier IV de Toucy([3] 1218), seigneur de Toucy et de Bazarne, mort en croisade à Damiette[2] ;
- Jean de Toucy († 1180/1212)[2] ;
- Anséric de Toucy († 1242), seigneur de Bazarne, seigneur de Huban par sa première femme, seigneur de Pierre-Perthuis (1220) par sa seconde femme Guillemette de Pierre-Perthuis († apr. 1264), vicomte d'Auxerre (1201)[2] ;
- (Narjot III) ;
- Mathilde de Toucy, abbesse de Saint-Julien d'Auxerre[2].

## Biographie
Il est seigneur de Bazarnes quand il prend part à la quatrième croisade, qui prend Constantinople en 1204 et fonde l'empire latin.
Il en devient une personne importante et épouse une fille (Branaina ; † av. 1239) de Théodore Branas, noble byzantin, et d'Agnès de France, veuve des empereurs Alexis II Comnène et Andronic Ier Comnène, et fille de Louis VII de France.
En 1219, l'impératrice Yolande de Hainaut meurt. Son fils aîné Philippe se trouve en Europe et refuse la couronne, qui est confiée au second fils Robert. En attendant sa venue à Constantinople, un gouvernement collégial se forme, composé de Geoffroy de Merry, de Narjot de Toucy et de Théodore Branas.
Robert de Courtenay meurt en 1228. Son frère Baudouin II de Courtenay, âgé de onze ans, lui succède et Narjot est nommé régent de l'empire. Mais il souhaite la présence d'un protecteur expérimenté, et le choix des grands de l'Empire latin se porte sur la personne de Jean de Brienne, qui est sacré empereur en 1231. Après la mort de Jean de Brienne, il est de nouveau régent en 1238 et 1239, pendant un voyage de Baudouin en Europe pour inciter les Occidentaux à venir secourir l'empire menacé par les Grecs.

## Mariages et descendance
De sa première épouse Branaina, il a :
- Philippe de Toucy († 1277), régent de l'empire de 1241 à 1245, puis amiral du royaume de Sicile en 1271 ;
- Anselin de Toucy († 1273) ;
- Agnès de Toucy, mariée en 1239 à Guillaume II de Villehardouin, prince de Morée ;
- Marguerite de Toucy († 1279), mariée à Léonard de Veruli, chancelier de la principauté d'Achaïe.

Veuf, il se remarie vers 1240 avec la fille de Jonas, khan des Coumans, dont il n'a pas de descendance connue.